# Harkora
Harkora est une localité située dans le département de Périgban de la province du Poni dans la région Sud-Ouest au Burkina Faso.

## Géographie
Harkora est situé à 2 km au sud de Périgban, le chef-lieu du département, et de la route nationale 12.

## Santé et éducation
Le centre de soins le plus proche de Harkora est le centre de santé et de promotion sociale (CSPS) de Périgban tandis que le centre hospitalier régional (CHR) de la province se trouve à Gaoua.